# Shire of Dardanup
Shire of Dardanup is een Local Government Area (LGA) in de regio South West in West-Australië. Shire of Dardanup telde 14.686 inwoners in 2021. De hoofdplaats is Eaton.

## Geschiedenis
Op 14 december 1894 werd het Dardanup Road District opgericht. Ten gevolge van de Local Government Act van 1960 veranderde het district op 23 juni 1961 van naam en werd de Shire of Dardanup.

## Beschrijving
Shire of Dardanup is een district in de regio South West. Het is 526,6 km² groot en ligt net naast de City of Bunbury, ongeveer 180 kilometer ten zuiden van de West-Australische hoofdstad Perth. Er ligt ongeveer 310 kilometer verharde en 150 kilometer onverharde weg. Het district telde in 2021 14.686 inwoners.

## Plaatsen, dorpen en lokaliteiten
- Burekup
- Crooked Brook
- Dardanup
- Dardanup West
- Eaton
- Henty
- Ferguson
- Millbridge
- Paradise
- Picton East
- Waterloo
- Wellington Forrest
- Wellington Mill